# Zabij mnie / Do ciebie
Zabij mnie / Do ciebie – pierwszy singel promujący płytę Elf zespołu Varius Manx wydany w 1995 przez Zic Zac.
Muzykę do piosenek skomponował Robert Janson, a słowa napisała Anita Lipnicka. Realizacją nagrań zajął się Leszek Kamiński. Produkcja jingli: Piotr Rzepliński, Rafał Baran i Robert Sędzicki. Za mastering odpowiadał Grzegorz Piwkowski. Projekt singla wykonała Katarzyna Mrożewska, a zdjęcie – Wojciech Wieteska.

## Lista utworów
Opracowano na podstawie materiału źródłowego.
1. Zapowiedź płyty "Elf" (nr 1) – 0:48
2. Pozdrowienia dla słuchaczy – 0:13
3. Zapowiedź płyty "Elf" (nr 2) – 0:55
4. Zabij mnie – 3:44
5. Zaproszenie do wysłuchania piosenki "Do Ciebie" – 0:14
6. Do ciebie – 3:25
7. Zapowiedź płyty "Elf" (nr 3) – 0:25
8. Elf skradnie wasze serca... – 0:04